# Kępice
Kępice là một thị trấn thuộc huyện Słupski, tỉnh Pomorskie ở bắc Ba Lan. Thị trấn có diện tích 6 km². Đến ngày 1 tháng 1 năm 2011, dân số của thị trấn là 3750 người và mật độ 614 người/km².